# Peter Nicholls
Peter Douglas Nicholls (Melbourne, 8 marzo 1939 – Melbourne, 6 marzo 2018) è stato un critico letterario e scrittore australiano, ideatore e co-curatore della The Encyclopedia of Science Fiction con John Clute.

## Biografia
Nato a Melbourne, ha trascorso due decenni dal 1968 al 1988 come espatriato, prima negli Stati Uniti e poi nel Regno Unito.
Nicholls iniziò la sua carriera come accademico letterario, originariamente presso l'Università di Melbourne.
Si recò per la prima volta negli Stati Uniti nel 1968 con una borsa di studio Harkness (Harkness Fellowship) per la realizzazione di film e ha sceneggiato documentari televisivi. 
I suoi significativi contributi alla cultura e alla critica della fantascienza iniziarono nel 1971,
quando divenne il primo amministratore della Science Fiction Foundation (UK), posizione che ha ricoperto fino al 1977, ne diresse anche la rivista Foundation: The Review of Science Fiction dal 1974 al 1978.
Ha vinto diversi premi per i suoi saggi, tra i quali il Science Fiction Research Association's Pilgrim Award nel 1980, un Eaton Award nel 1995 e il Peter McNamara Award nel 2006.  Ha trasmesso recensioni di film e libri su BBC Radio dal 1974 e ha lavorato come editore nel 1982 e 1983.
Nel 1979, Nicholls ha curato, insieme a John Clute la prima edizione della The Encyclopedia of Science Fiction (pubblicata negli Stati Uniti come The Science Fiction Encyclopedia).
Nel 1980 ha vinto il Premio Hugo nella categoria del Miglior libro non di fiction. 
La maggior parte delle sue 730.000 parole sono state scritte da Nicholls, Clute e due contributori. 
Con Clute ha curato anche la seconda edizione del 1993, anch'essa vincitrice di un Hugo.
Nel 2004 è stato completato un documentario incentrato sulla sua opera nel campo della fantascienza, intitolato The What-If Man.
La malattia lo costrinse a ridurre i suoi contributi alla terza edizione del 2011, della quale fu curatore emerito, anche questa edizione ha vinto il Premio Hugo nel 2012 e viene tuttora ampliata, in formato digitale.
Nel 2000 a Nicholls è stato diagnosticato la malattia di Parkinson, che ha gradualmente ridotto le sue attività. Con sua moglie Clare Coney ha vissuto a Melbourne dove è morto il 6 marzo 2018 all'età di 78 anni.
Nicholls era padre di cinque figli; sua figlia Sophie Cunningham è autrice e curatrice.

## Opere
- Science Fiction at Large del 1976, ristampato nel 1978 con il titolo Explorations of the Marvellous, una raccolta di saggi da un simposio del 1975, a cura di Nicholls;
- The Science in Science Fiction (1983) edited by Nicholls e scritto da lui con David Langford e Brian Stableford;
- Fantastic Cinema del 1984, pubblicato negli Stati Uniti con il titolo The World of Fantastic Films.[3]